# Michel Manière
Pour les articles homonymes, voir Manière.
Michel Manière, né en 1948 à Veuvey-sur-Ouche (Côte-d'Or), en Bourgogne, est un écrivain français.
Michel Manière a écrit des romans, des nouvelles, et deux récits autobiographiques : À ceux qui l'ont aimé et Vous souvenez-vous de moi ?. Il anime également des ateliers d'écriture.